# Ѥ
Ѥ, ѥ или Йотирано е, Йотувано е, е буква от старобългарската и църковнославянска азбука. Представлява диграф от буквите І и Е, изписани хоризонтално. В началото на думите, както и между гласни, се е четяла като йе /je/, а след съгласни (най-вече л, н и р) — е смекчавала съгласната и се е четяла като нейотирано ие /e/. В кирилицата не е имала собствено наименование, а днес условно се нарича йотирано е или йотувано е. В глаголицата липсва такава буква, а се заменя с обикновено глаголическо Е.

## Кодиране
| Кодиране | Регистър | Десетичен код | 16-ичен код | Осмичен код | Двоичен код       |
| -------- | -------- | ------------- | ----------- | ----------- | ----------------- |
| Уникод   | Главна   | 1124          | 0464        | 002164      | 00000100 01100100 |
| Уникод   | Малка    | 1125          | 0465        | 002165      | 00000100 01100101 |

В стандартните 8-битови кодировки символът Ѥ липсва. В HTML главната буква Ѥ може да се запише като &#1124; или &#x464;, а малката буква ѥ – като &#1125; или &#x465;.